# Kvarndammen (Barkeryds socken, Småland, 640227-142510)
Kvarndammen är en sjö i Ribbingsnäs i Nässjö kommun i Småland och ingår i Motala ströms huvudavrinningsområde.